# Nothing Else Matters
Nothing Else Matters er en af metal-bandet Metallicas mest populære sange. Sangen kommer fra deres bedstsælgende album Metallica også kaldet The Black Album. Den handler om kærlighed til dem man holder mest af. Sangen var oprindeligt baseret på en af James Hetfields eks-kærester.